# 普雷瓦列
普雷瓦列（斯洛維尼亞語： 發音：[ˈpɾeːʋaljɛ] ⓘ），是斯洛維尼亞北部普雷瓦列市鎮的城镇及行政中心。它屬於傳統的斯洛維尼亞卡林西亞地區。普雷瓦列位於一個山谷中，梅扎河從狹窄的峽谷中流淌而出，充滿了冰川沉積物。

## 地理
普雷瓦列的歷史中心位於梅扎河左岸，即山谷北邊位於 Na Fari 小村莊的堂區教堂，是獻給聖母升天，當地人稱為湖上的瑪麗（Marija na jezeru）。它最初是一座晚期羅馬式建築，最早出現在1335年的書面文件中，但現在的教堂可追溯到1890年。第二個歷史中心位於 Leše 溪（斯洛文尼亞語：Leški potok）與 梅扎河的交匯處。18世紀初，第一批工業公司在這裡成立，為該地區經濟的快速發展奠定了基礎。

## 運動
普雷瓦列體育場是一個多功能體育場，主要用於足球比賽，是 DNŠ Korotan 的主場地。體育場建於1942年，目前可容納500名觀眾。現已解散的 NK Korotan Prevalje 在斯洛維尼亞足球甲級聯賽參加了9個賽季。

## 外部連結
- 维基共享资源上的相關多媒體資源：普雷瓦列
- Prevalje on Geopedia （页面存档备份，存于）